# Sayyid al-Hadi al-Mahdi
El sàyyid al-Hadi al-Mahdi (àrab: الهادي عبد الرحمن المهدي, al-Hādī ʿAbd ar-Raḥmān al-Mahdī) (vers 1915-1970) fou un polític i religiós sudanès, cap de la confraria dels Ansariyya i patró de l'Umma.
Va succeir el seu germà Saddik al-Mahdi ibn Abd al-Rahman mort el 2 d'octubre de 1961, d'acord amb la decisió del consell de la xura de la confraria, que va designar al seu nebot Saddik al-Mahdi (fill de Saddik al-Mahdi ibn Abd al-Rahman), educat a Oxford i reformista, per dirigir l'Umma. En aquell moment l'activitat política estava prohibida i al-Hadi es va ocupar dels afers religiosos, mentre el seu nebot es dedicava a reforçar al partit. L'octubre de 1964 el govern militar d'Ibrahim Abbud va caure: el 22 d'octubre de 1964 es van produir manifestacions a Khartum que foren dissoltes per la policia (va morir un estudiant i 8 van ser ferits de bala) però el 24 d'octubre s'hi van afegir els treballadors i les protestes van agafar un caire contra el govern i contra els Estats Units (l'ambaixada americana fou atacada); les manifestacions es van estendre a Omdurman, Port Sudan i Juba; el 26 d'octubre es va iniciar la vaga general seguida en massa; els jutges, advocats i mestres es van sumar a la protesta el 27 i una part dels oficials joves de l'exèrcit es començaven a decantar a favor dels manifestants. El mateix dia 27 el general Abd al-Rahman Attaher Almahal va forçar a Abbud a dissoldre el govern i el Consell Suprem de les Forces Armades i a anunciar un govern de transició a la democràcia a negociar entre les Forces Armades i el Front Nacional Unit, una coalició de tots els partits i sindicats presidida per Sayyid al-Hadi al-Mahdi; es va acordar que Abbud seguiria com a president i es restabliria la democràcia formant-se un govern civil amb totes les forces polítiques, fins a les eleccions a celebrar el 1965
El 21 d'abril es van celebrar les eleccions. Saddik al-Mahdi només tenia 29 anys i el mínim per optar a primer ministre era de 30 anys, per la qual cosa no es va poder presentar. La seva joventut augmentava la influència d'al-Hadi. Sayyid al-Hadi va designar com a primer ministre a Muhammad Ahmad Maghoub que fou elegit el 10 de juny. van passar uns mesos i Saddik al-Mahdi va complir els 30 anys i va maniobrar en entesa amb el Partit Nacional Unionista; el 25 de juliol de 1966 el govern va patir una inesperada derrota parlamentària (126 contra 30 i 15 abstencions), causada per la divisió de l'Umma entre els seguidors d'al-Hadi al-Mahdi, conservador, i el seu nebot Saddik al-Mahdi; Maghoub va haver de dimitir. Saddik al-Mahdi fou nomenat primer ministre (27 de juliol) i Maghoub va passar a dirigir a l'oposició.
Al-Hadi al-Mahdi va maniobrar al seu torn. El 15 de maig de 1967 Saddik al-Mahdi fou derrotat al parlament per 112 vots contra 86, i va haver de dimitir. Muhammad Ahmad Mahgoub, de la facció conservadora de l'Umma, va retornar al govern que va formar amb la seva facció, el Partit Nacional Unionista, el Partit Democràtic Popular i altres menors.
El febrer de 1968 es va dissoldre el Parlament a petició de Maghoub, aconsellat per al-Hadi (i amb l'oposició de Saddik al-Mahdi) i l'abril de 1968 es van celebrar eleccions generals, en les que el Partit Democràtic Unionista (resultant de la unió del Partit Nacional Unionista i el Partit Democràtic Popular) va emergir victoriós amb 101 escons d'un total de 218. Els conservadors de l'Umma en van aconseguir 33 i els progressistes 36; els partits sudistes 25 (15 de la Unió Nacional Africana del Sudan i 10 del Front del Sud). Maghoub va restar com a primer ministre formant un govern de coalició dels conservadors de l'Umma amb el PDP i els sudistes del Front del Sud. El 25 de maig de 1969 Gaafar el-Nimeyri enderrocava al govern civil i establia la segona dictadura militar del Sudan. La constitució fou suspesa, els partits polítics dissolts i el parlament prorrogat. El govern fou considerat molt inclinat cap al socialisme per al-Hadi.
El març de 1970 es van produir les primeres manifestacions contra el govern militar de Gaafar al-Nimeiry a l'illa d'Aba i altres poblacions de la zona, organitzades pels ansars però amb la cooperació de l'altra moviment religiós sudanès, la Khatamiyya; es van reunir uns 30.000 homes. Les forces del govern foren atacades per milicians ansars armats que es van estendre cap a Omdurman i a la província de Kordofan. Quan van refusar dispersar-se, els tancs i l'aviació del govern (incloent alguns avions egipcis dirigits per Hosni Mubarak, llavors oficial de la Força Aèria Egípcia) van atacar l'illa i van sufocar l'agitació (27 de març) i al-Hadi al-Mahdi va resultar mort quan fugia cap a Etiòpia mentre el seu nebot Saddik al-Mahdi fou arrestat i deportat a Egipte on Gamal Abdel Nasser va prometre que el retindria per impedir que pogués tornar a dirigir l'Umma. Uns dotze mil ansars van resultar morts.